# Jenia, Jeniotchka et Katioucha
Pour plus de détails, voir Fiche technique et Distribution.
Jenia, Jeniotchka et Katioucha (Женя, Женечка и «катюша») est un film soviétique réalisé par Vladimir Motyl, sorti en 1967,.

## Fiche technique
- Titre français : Jenia, Jeniotchka et Katioucha[3]
- Photographie : Konstantin Ryjov
- Musique : Isaak Chvarts
- Décors : Viktor Volin, V. Rakhmatullina
- Montage : E. Bajenova, V. Nesterova